# Куузику (аэродром)
Аэродром Куузику (также известен как аэродром Рапла) — лётное поле в Эстонии. Расположен в деревне Ийра вблизи города Рапла в пятидесяти километрах от Таллинна. Аэродром Куузику является одним из центров лёгкой авиации и парашютизма в Эстонии.
На аэродроме расположены две параллельные взлётно-посадочные полосы длиной 1100 и 1600 метров с травяным покрытием, ориентированные с юга на север.
Аэродром Куузику — это крупный эстонский центр любительской авиации, на котором действует нескольких различных аэроклубов. Среди них три парашютных клуба, два парапланерных клуба, клуб планеристов и клуб мотодельтапланеристов. Аэропорт также используется пилотами моделей и воздухоплавателями. Кроме того, его использует большое количество приезжих самолётов и вертолётов. Эстонские пилоты-моделисты обычно проводят все свои крупные соревнования на аэродроме Рапла. Основные развлекательные полеты обычно проходят по выходным.

## История
Осенью 1939 года, после вступления в силу договора о базах между Эстонией и Советским Союзом, на полях Кахаметса Куузикского государственного дома (в нескольких километрах к юго-западу от нынешнего местоположения) началось строительство советского военного аэродрома. Аэродром был ориентирован с востока на запад, в отличие от нынешнего, который ориентирован с севера на юг.
На основании военного соглашения между Эстонской Республикой и Советским Союзом, подписанного в Москве 15 мая 1940 года, правительство республики решением от 21 ноября 1939 года выделило военно-воздушным силам Советского Союза земли для строительства аэродромов в семи местах. Лаокюла и Клоога должны были стать аэродромами для частей, которым было разрешено дислоцироваться в Палдиском районе, Унгру близ Хаапсалу и Синалепа в 14 км к югу от Хаапсалу — аэродромами Хаапсалуского района, а Куузику и Кехтна — оперативными аэродромами вне обычных линий дислокации.

Первая партия оборудования — тракторы, строительная техника, жидкое топливо и другие материалы — прибыла на железнодорожную станцию Рийсипере в октябре 1939 года, откуда на грузовиках была доставлена в Куузику. На строительстве использовалась как местная рабочая сила, так и завезённая из других стран Советского Союза. Среди документов, найденных в начальной школе Куузику, был образец передаточного акта:
«В целях выполнения статьи III Пакта о взаимопомощи, заключённого между Эстонской Республикой и Союзом Н.С.В. 26-го дня октября 1939 года, на основании приказа министра земледелия № 996-9 от 25 октября 1939 года. Управляющий Государственной усадьбой Куузику, представитель Министерства земледелия, предоставил часть земли Государственной усадьбы Куузику во временное пользование на правах аренды, в границах, указанных на прилагаемой к настоящему закону схеме, вместе со строениями и другими наследственными объектами, с целью размещения военно-воздушных сил и тыловых баз ВВС Союза Н.С.В., для строений Государственной усадьбы Куузику: сарай Кахаметса 3608 м2 a kr. 8,-, всего 28 866 крон; амбар Кахаметса, известняк 1571 м2 a кр. 10,-, всего 15710 крон; и жилой дом Кахаметса, деревянный 100 м2 в 5 кр., всего 500 крон».
Аэродром представлял собой неширокую полосу, зажатую с севера и юга лесом, позволявшую взлетать и садиться только с двух направлений - с востока и запада.А. Анисифоров, полковник в отставке, в финскую войну заместитель командира 7-го дальнебомбардировочного авиационного полка по связи
Во время Советско-финляндской войны советские военные самолёты вылетали из Куузику для бомбардировки целей на южном побережье Финляндии. По официальной версии для эстонского правительства, полёты были тренировочными. В январе 1940 года в Куузику был расквартирован 53-й батальон дальних бомбардировщиков 4-й авиадивизии Красной Армии, а в феврале к нему добавился 7-й батальон дальних бомбардировщиков, который в период с 18 февраля по 12 марта 1940 года совершил 6 бомбовых вылетов в воздушное пространство Финляндии на 210 самолётах, взлетевших из Куузику. На аэродроме базировались самолёты ТБ-3А, Ил-4 (ДБ-3А) (Ил-4) и СБ-2 (СБ-2 АНТ-40). Самолёты взлетали тройками и собирались в строй по 27 самолётов одновременно.
...меня переполняет грусть из-за правительства Эстонии тех лет, которое позволило СССР построить военные базы и наблюдало за тем, как с военного аэродрома в Куузику стартовали советские самолеты, которые бомбили финские города.Тоомас Хендрик Ильве, президент Эстонии с 2006 по 2016 г.
Летом 1941 года над Куузику были замечены полёты немецких разведывательных самолётов. В конце июля — начале августа Красная армия начала эвакуацию аэродрома; были заминированы склады боеприпасов и закопаны миномёты. 23 августа 1941 года под Куузику произошёл бой между красноармейцами и наступающими нацистскими войсками, в результате которого Куузику был захвачен передовым отрядом немцев. Рядом с автобусной остановкой в деревне Ийра на дороге Рапла — Мярьямаа находится мемориал, обозначающий место захоронения 61 погибшего солдата Красной армии.
Во время немецкой оккупации на аэродроме базировались самолёты Юнкерс Ju-88 с 12 по 17 сентября 1941 года.
Когда в 1966 году перестраивалась осушительная система, были обнаружены спрятанные отступавшей Красной армией боеприпасы, и работы были частично приостановлены. В то же время в Рапла пришло письмо с Дальнего Востока России, отосланное одним из сражавшихся в 1941 году в Куузику. Он переживал, что захороненные боеприпасы могут стать опасными для местного населения. Составленная 25 лет спустя по памяти схема оказалась достаточно точной и оказала большую помощь в разминировании района.
После войны, в 1951 году, была построена новая взлётно-посадочная полоса, в отличие от старой ориентированная с севера на юг. На которой продолжал действовать 411-й истребительный батальон 90-й истребительной дивизии советских войск ПВО. При расширении аэродрома хозяйствам, расположенным на его территории, пришлось отказаться от своих земель и домов. Например, семья Борн — сестры Альма, Хельга и Лаина, и Алиде Мулин: 1 июля 1952 года им было приказано освободить жилой дом, в котором армия разместила свой штаб. Под строительство аэродрома было передано много сельскохозяйственных угодий. Позже ВВС СССР отказались от активного использования таких запасных аэродромов в Эстонии, а аэродром был передан Таллиннскому аэроклубу.
В июле 1967 года метеоролог Дмитрий Коновалов на аэродроме Рапла с помощью самолёта Як-12 и планера провёл серию полётов для определения законов распределения вертикальной скорости воздуха в термических потоках. Результаты этих исследований использовались в первом в СССР учебном пособии по метеорологии для планеристов.

## Современность
После закрытия ДОСААФ парашютный клуб Dropzone Estonia основал в 1995 году Владимир Скидан. Второй парашютный аэроклуб, Eesti Lennuklubi MTÜ, перебазировался в Куузику с аэродрома Эмари весной 2002 года вместе со своим самолётом Ан-2. Третий клуб, Eesti Langevarjuklubi MTÜ, основан в 1998 году. Для прыжков клуб использует самолёт Pilatus PC-6 Porter. Членам этого клуба принадлежат рекорды большой формации, большой формации среди женщин, рекорд Эстонии по прыжкам в четвёрке (FS4), рекорд Эстонии по прыжкам Фрифлай, общий и женский рекорды в купольной акробатике. Парашютные прыжки совершаются в основном с апреля по ноябрь.
21 июля 2004 года аэродром Куузику посетили 16 малых самолётов и моторных планеров из четырёх европейских стран.
За 2023-й год с аэродрома Куузику на платформе XContest было зафиксировано 364 взлёта парапланеристов. Полёт на безмоторном параплане с наибольшей дистанцией в Эстонии, зарегистрированный на XContest, состоялся 12-го мая 2023 года. Пилот Дмитрий Калита взлетел с аэродрома Куузику и за 7 часов пролетел 227 километров, приземлившись в Южной Эстонии.
На аэродроме организуются Авиационный день, где посетители могут познакомиться с различными воздушными судами, понаблюдать за показательными выступлениями, или полетать.

### Происшествия
14 июля 2001 года на аэродроме разбился опытный парашютист 41-летний Геннадий Должников: основной парашют отказал, а запасной был введён в действие слишком низко.
26 мая 2002 года при выполнении показательного прыжка разбился 38-летний парашютист Юрий Шамко. Это был его тысячный прыжок с парашютом. Шамко входил в правление клуба Dropzone Estonia.
7 июля того же года погибли два парашютиста из Латвии, Сергей Батманов и Алексей Кровацкий (Кровацкис). На высоте 20-30 метров один парашютист врезался в другого, парашюты спутались, и спортсмены упали. У каждого из них было примерно по три тысячи прыжков. В память о Батманове и Кровацком на аэродроме установлена мемориальная доска.
27 августа 2017 года в результате падения мотодельтаплана погибли два человека. Это второй подобный случай со смертельным исходом с 2005 года.
30 мая 2015 года мотопараплан Air Borne Wind Sports XT 912 Motodelta с регистрацией ES-KAL столкнулся с землёй.
30 августа 2024 года парашютист приземлился на дерево и не смог спуститься самостоятельно. Спасатели сняли парашютиста с высоты 3 метров при помощи лестницы. Аналогичные случаи происходили в 2017 и в 2009 годах. Во втором случае для спасения парашютистки был привлечён вертолёт погранохраны. Также в 2017 году помощь спасателей потребовалась парашютисту, приземлившемуся на ангар.